# 努兹罗勒
努兹罗勒（法語：Nouzerolles，法語發音：[nuzʁɔl]）是法国克勒兹省的一个市镇，属于盖雷区。

## 地理
努兹罗勒（46°22'54"N, 1°44'30"E）面积8.17 平方千米，位于法国新阿基坦大区克勒兹省，该省份为法国中部省份，位于法國中央高原西北部，北起安德尔省和谢尔省，西接维埃纳省，南至科雷兹省，东临多姆山省，东北与阿列省接壤。
与努兹罗勒接壤的市镇（或旧市镇、城区）包括：卢杜埃圣皮埃尔、弗雷斯利讷、梅阿讷、卢杜埃圣米歇尔。

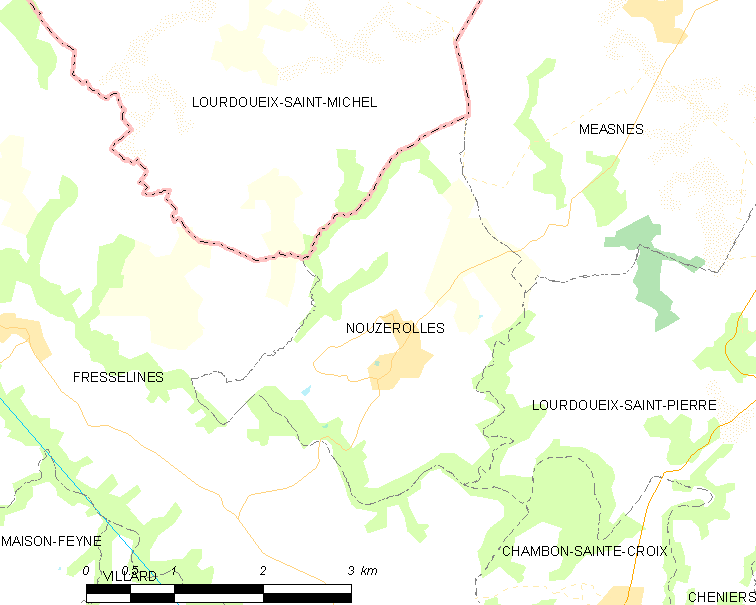
努兹罗勒的OSM定位图

努兹罗勒的时区为UTC+01:00、UTC+02:00（夏令时）。

## 行政
努兹罗勒的邮政编码为23360，INSEE市镇编码为23147。

## 政治
努兹罗勒所属的省级选区为丹勒帕莱斯泰勒县。

## 人口

1962-2008年间努兹罗勒人口变化图示

努兹罗勒于2022年1月1日时的人口数量为97人。